# 뇨후루 하라
니오후루 할라(만주어: ᠨᡳᠣᡥᡠᡵᡠ ᡥᠠᠯᠠ, 한국 한자: 鈕祜祿氏 뉴호록씨)은 팔기군의 만주양황기에 속한 강력한 만주족 가문이었다.

## 같이 보기
- 만주족의 성씨